# Camellia candida
Camellia candida är en tvåhjärtbladig växtart som beskrevs av Ho Tseng Chang. Camellia candida ingår i släktet Camellia och familjen Theaceae. Inga underarter finns listade i Catalogue of Life.